# Сьвенцениця
Сьвенцениця (пол. Święcienica) — село в Польщі, у гміні Сероцьк Леґьоновського повіту Мазовецького воєводства.
Населення — 41 особа (2011).
У 1975-1998 роках село належало до Варшавського воєводства.

## Демографія
Демографічна структура станом на 31 березня 2011 року:
|          | Загалом | Допрацездатний вік | Працездатний вік | Постпрацездатний вік |
| -------- | ------- | ------------------ | ---------------- | -------------------- |
| Чоловіки | 23      | 8                  | 15               | 0                    |
| Жінки    | 18      | 5                  | 11               | 2                    |
| Разом    | 41      | 13                 | 26               | 2                    |